# 菲律宾基督教招魂师联盟公司
菲律宾基督教招魂师联盟公司是菲律宾的一个宗教组织，其下拥有上千个本地中心（教会），也被认为是菲律宾最大的唯灵论者（巫师、招魂师）组织。在加利福尼亚、加拿大、香港、新加坡、希腊、迪拜、夏威夷、德国、意大利和俄罗斯等地的菲律宾社区中设有下属本地中心。被称为“基督教（联盟）招魂师”的联盟成员也与国际灵师联合会有关。该组织始于1905年2月19日，邦阿西楠省的一伙巫师加入了马尼拉的另一伙打算组织一个集会以联合菲律宾所有招魂师。1909年2月19日，创始人执行了章程并将宗教协会命名为“菲律宾基督教招魂师联盟公司”。

### 引用
1. ↑  .   [2016-01-26]. （原始内容存档于2014-02-04）.
2. ↑  .   [2016-01-26]. （原始内容存档于2015-12-29）.
3. ↑  .   [2016-01-26]. （原始内容存档于2001-01-26）.
4. ↑  .   [2016-01-26]. （原始内容存档于2016-01-24）.